# Фёдоровка (Ветковский район)
Фёдоровка (бел. Фёдараўка) — деревня в Светиловичском сельсовете Ветковского района Гомельской области Беларуси.

## География

### Расположение
В 35 км на север от Ветки, 58 км от Гомеля.

## Транспортная сеть
Автодорога Чечерск — Светиловичи. Планировка состоит из 3 коротких прямолинейных, параллельных между собой, ориентированных с юго-востока на северо-запад улиц. Застройка двусторонняя, деревянная, усадебного типа.

## История
По письменным источникам известна с XIX века как деревня в Покацкай вол. Белицкого, с 1852 года Гомельского уезда Могилёвской губернии В 1848 году деревня Фёдоровка вместе с 3 фольварками и ещё одной деревней входила в состав одноименного поместья. С 1865 года работали мельница и сукновальня. В 1869 году открыта Свято-Духовская церковь. В 1872 году хозяин поместья владел 1059 десятинами земли. В 1880 году начало работать сахарное предприятие.
Летом 1918 года во время немецкой оккупации жители окрестных населённых пунктов создали партизанский отряд (300 человек, руководитель А. Яковлев), который в августе 1918 года освободил деревню от германских войск. В 1926 году работали почтовый пункт, школа. С 8 декабря 1926 года по 30 декабря 1927 года центр Фёдоровского сельсовета Светиловичского, с 4 августа 1927 года Чечерского района Гомельского округа. В 1930 году создан колхоз «1 Мая», работала кузница. Во время Великой Отечественной войны оккупанты расстреляли 29 жителей. Освобождена 1 октября 1943 года. На фронтах погибли 55 жителей. В 1959 году в составе совхоза «Светиловичи» (центр — деревня Светиловичи). Был клуб.

## Население

### Численность
- 2004 год — 26 хозяйств, 44 жителя.

### Динамика
- 1909 год — 11 дворов, 68 жителей.
- 1926 год — 86 дворов, 420 жителей; на хуторах 7 дворов, 36 жителей.
- 1959 год — 308 жителей (согласно переписи).
- 2004 год — 26 хозяйств, 44 жителя.

В связи с аварией на Чернобыльской АЭС жители деревни были переселены в другие населённые пункты. В 2008 году там проживало ок. 12 человек.